# فهرست انواع سوشی

در حالی که برخی از مواد تشکیل دهنده محبوب مانند ماهی سالمون و ماهی تن وجود دارند که در تمام سال یافت می‌شوند، انواع گوناگون سوشی نمونه کاملی از فصلی بودن ژاپن در آشپزی ژاپنی را به نمایش می‌گذارد. در خارج از ژاپن، سوشی توسط بسیاری به عنوان غذای اصلی ژاپنی در نظر گرفته می‌شود، اگرچه اغلب ظاهر غربی رول‌های سوشی مانند کالیفرنیا رول یا رول ماهی قزل‌آلا و آووکادو را به خود می‌گیرد.

## در داخل ژاپن
| به ژاپنی            | تلفظ نام ژاپنی با حروف فارسی | به روماجی            | مترادف انگلیسی                    | توضیح | تصویر | م     |
| 海老 えび           | ابی                          | ebi                  | shrimp                            | میگو |       | [ ۲ ] |
| 鯵                  | آجی                          | Aji                  | Horse mackerel                    | گیش‌ماهیان |       |       |
| 赤貝                | آکاگای                       | Akagai               | Red clam                          | یک نوع صدف عرشه‌دار قرمز |       |       |
| 甘海老              | آماابی                       | Amaebi               | Sweet shrimp                      | میگوی صورتی آلاسکا نوعی میگوی شیرین مزه |       |       |
| 穴子                | آناگو                        | Anago                | Conger eel                        | مارماهی دریایی |       |       |
| 青柳                | باکاگای یا آئویاگی           | Aoyagi               | Surf clam                         | باکاگای یک نوع صدف دوکفه‌ای سفت چینی است. آئویاگی نام بخش خوراکی باکاگای است که برش نازک داده شده‌است، نه نام یک صدف. |       | [ ۳ ] |
| 鮑 アワビ           | آوابی                        | Awabi                | Abalone                           | صدف گوش دریا |       |       |
| 縁側 えんがわ       | انگاوا                       | Engawa               |                                   | باله ماهی کفشک زیتونی یا کفشک‌ماهیان راست‌روی انگاوا که در سوشی و ساشیمی از ارزش بالایی برخوردار است، گوشتی است که در پایه باله‌های ماهی‌های بزرگ وجود دارد؛ بنابراین در کنار نادر بودن آن، به عنوان یک سوشی کلاس بالا در نظر گرفته می‌شود.                               |       | [ ۴ ] |
| (鮪(大とろ          | اوتورو                       | (Maguro (Ootoro      | (Tuna (Fatty                      | ماهی تن یا ماگوروی پر چربی |       |       |
| うなぎ              | اوناگی                       | Unagi                | Japanese eel                      | مارماهی ژاپنی پخته |       | [ ۵ ] |
| 海胆                | اونی                         | Uni                  | Sea urchin                        | توتیای دریایی |       |       |
| アイナメ/鮎魚女     | آینامه                       | ebi                  | Fat greenling                     | نوعی ماهی از تیره درازماهیان سبز |       | [ ۶ ] |
| 烏賊                | ایکا                         | Ika                  | Cuttlefish, Squid                 | ماهی مرکب، سپیداج |       |       |
| イクラ              | ایکورا                       | Ikura                | Salmon roe                        | تخم ماهی سالمون یک نوع گونکان‌ماکی، نام آن در روسی ایکورا گفته می‌شود که قلیه ماهی سالمون است و از خرد روس‌ها با الهام از استخراج خاویار از ماهیان خاویاری متولد شده‌است. بعد از جنگ جهانی دوم بود که استفاده از آن در سوشی شروع شد.                                     |       | [ ۴ ] |
| 稲荷寿司            | ایناری‌زوشی                   | Inari-zushi          | Bean curd pouched                 | برنج داخل آبوراآگه یا فرآوردهٔ سویا |       |       |
| 鰯                  | ایواشی                       | Iwashi               | Sardine                           | ماهی ساردین |       |       |
| バッテラ            | باتّرا                        | (Battera (Oshi-zushi | (Mackerel (Pressed-sushi          | نوعی سوشی فشاری غذای سنتی اوزاکا، آن را Battera می‌نامند زیرا شکل آن شبیه یک قایق است. Battera یک کلمه مخدوش از کلمه پرتغالی "bateira" به معنای قایق است. به‌طور خاص، این سوشی فشرده با ماهی خال مخالی است که با کلپ شیرویتا شفاف پیچیده شده و به ۶ قطعه بریده شده‌است. |       | [ ۴ ] |
| 鰤                  | بوری                         | Buri                 | Yellowtail                        | یک نوع از گیش‌ماهیان |       |       |
| 鯛                  | تای                          | Tai                  | Red sea bream Red snapper         | یک نوع از شانک‌ماهیان |       |       |
| 蛸                  | تاکو                         | Tako                 | Octopus                           | هشت‌پا |       |       |
| 玉子                | تاماگو                       | Tamago               | Omelet                            | املت تخم‌مرغ |       |       |
| 鉄火巻              | تکّاماکی                      | Tekka maki           | Tuna roll                         | رول نازک ماهی تن |       |       |
| つぶ貝              | تسوبوگای                     | Tsubugai             | Whelk                             | حلزون نفیر |       |       |
| ツナ                | تسونا                        | Tuna salad           | کنسرو ماهی تن و مایونز            | گونکان‌ماکی |       |       |
| とびっこ            | توبیکو                       | Tobiko               | Tobiko همنام با ژاپنی             | یک نوع (گونکان‌ماکی) تخم ماهی |       |       |
| (鮪(中とろ          | چوتورو                       | (Maguro (Chuutoro    | (Tuna (Semi-fatty                 | قسمت نیمه چرب ماهی تن |       |       |
| 鯖寿司 さばずし     | سابازوشی                     | Sabazushi            | Mackerel                          | ماهی اسقمری |       |       |
| 鮭                  | سالمون ساکه                  | Sake                 | Salmon                            | سالمون ماهی آزاد |       |       |
| さんま              | سانما                        | Sanma                | Pacific saury                     | یکی از انواع پرتوبالگان |       |       |
| 細魚 サヨリ         | سایوری                       | Sayori               | Japanese halfbeak                 | یکی از انواع نیم‌منقارماهیان |       |       |
| 鱸                  | سوزوکی                       | Suzuki               | Sea bass                          | |       |       |
| 蝦蛄                | شاکو                         | Shako                | Mantis shrimp                     | میگو |       |       |
| 白魚                | شیرااوئو                     | Shirauo              | Whitefish                         | یخ‌ماهیان |       |       |
| 白子                | شیراکو                       | shirako              | 'white children'                  | منی ماهی |       |       |
| しめサバ            | شیمه‌سابا                     | Shimesaba            | Mackerel                          | ماهی خال‌خالی |       |       |
| 河童巻 かっぱ巻     | کاپّاماکی                     | Kappa maki           | Cucumber roll                     | رول نازک خیار |       |       |
| 干瓢巻 かんぴょう巻 | کانپیوماکی                   | Kanpyou maki         | Kanpyo roll                       | رول کانپیو |       |       |
| 鰹                  | کاتسوئو                      | Katsuo               | Skipjack, Bonito                  | هوور مسقطی |       |       |
| かれい/鰈           | کاره‌ی                        | karei                | Pleuronectidae                    | کفشک‌ماهیان راست‌روی |       | [ ۷ ] |
| 数の子              | کازونوکو                     | Kazunoko             | Herring roe                       | نوعی تخم ماهی ریز به رنگ زرد روشن |       |       |
| カンパチ            | کانپاچی                      | kanpachi             | Greater amberjack                 | عنبرماهی بزرگ |       |       |
| 蟹                  | کانی                         | Kani                 | Crab                              | خرچنگ |       |       |
| かにサラダ          | کانی سالادا                  | Kani salada          | Crab                              | گونکان‌ماکی سالاد خرچنگ |       |       |
| かにみそ            | کانی‌میسو                     | Kani miso            | Crab                              | احشای خرچنگ |       |       |
| コーン 軍艦         | کُن گونکان‌ماکی                | Con gunkanmaki       | Corn gunkanmaki                   | ذرت |       |       |
| 小鰭                | کوهادا یا کونوشیرو           | Kohada               | Gizzard shad, Dorosoma            | ساردین خال‌دار |       |       |
| (車海老(躍          | کوروماابی                    | (Kurumaebi (Odori    | (Prawn (Raw                       | میگوی ببری ژاپنی به صورت خام یا بخارپز |       |       |
| 鱚                  | کیسو                         | Kisu                 | Whiting                           | شورت‌ماهیان |       |       |
| げそ                | گسو                          | gesu                 | Squid                             | پای ماهی مرکب |       |       |
| (鮪 (赤身           | آکامی                        | (Maguro (Akami)      | (Tuna (Non-fatty                  | قسمت کم چربی ماهی تن |       |       |
| 太巻                | فوتوماکی                     | Futomaki             | Thick roll                        | رول سوشی کلفت |       |       |
| 明太子 めんたいこ   | منتایکو                      | Mentaiko             | Pollock roe                       | تخم ماهی |       |       |
| 海松貝              | میروگای                      | Mirugai              | Geoduck                           | یک نوع صدف ناجوردندانگان |       |       |
| 納豆                | ناتّو                         | Natto                | Natto                             | به‌صورت رول یا گونکان‌ماکی، ناتو سرشار از مواد مغذی مختلف مانند ویتامین‌های گروه ب و ایزوفلاون است و به عنوان یک غذای سالم در داخل ژاپن محبوب است. |       | [ ۸ ] |
| 納豆オクラ          | ناتّو اوکورا                  | Natto okra           |                                   | گونکان‌ماکی حاوی ناتّو و بامیه |       |       |
| なす                | ناسو                         | Nasu                 | Eggplant                          | بادنجان، دو راه برای استفاده از بادمجان برای سوشی وجود دارد: ترشی و تمپورا. |       |       |
| ネギトロ            | نگی‌تورو                      | Negitoro             | (Maguro (toro                     | ماهی تن خوردشده به شکل گونکان‌ماکی |       |       |
| 蛤 ハマグリ         | هاماگوری                     | (Hamaguri (hamaguri  | (Clam (Boiled یا Meretrix lusoria | صدف (پخته) |       |       |
| 魬                  | هاماچی                       | Hamachi              | Young yellowtail                  | وقتی ماهی بوری به ۴۰～۶۰ سانتیمتر می‌رسد به آن هاماچی می‌گویند. |       |       |
| 鮃 ヒラメ           | هیرامه                       | Hirame               | Olive flounder                    | کفشک زیتونی |       | [ ۹ ] |
| 帆立貝 ホタテガイ   | هوتاته‌گای                    | Hotategai            | Ezo giant scallop                 | گوش‌ماهی یسو |       |       |

## انواع سوشی در خارج از ژاپن
| تصویر | نام               | محل                           | توضیح | منبع   |
|       | ارگانیک سوشی      | سنگاپور                       | برنج سوشی یا شاری به همراه سبزیجات مختلف پخته می‌شود. برای مثال با هویج پخته می‌شودو بدین وسیله به رنگ نارنجی در می‌آید. به غیر از نارنجی، شاری به رنگ‌های سیاه، بنفش، سبز، قرمز و رنگ‌های گوناگون دیگری هم دیده می‌شود. | [ ۱۰ ] |
|       | اسپایدر رول       | آمریکا                        | در این نوع سوشی قسمت پای خرچنگ نرم پوسته به‌طور کامل پخته شده و سپس به همراه سس مایونز و آووکادو در داخل رول قرار داده می‌شود. | [ ۱۱ ] |
|       | اسپایسی تونا رول  | پراکنده در سطح جهانی          | داخل مایونز چاشنی‌های تند مختلف مانند سس تاباسکو یا سس رایو ریخته شده و سپس ماهی تن در این سس خوابانده شده در داخل رول قرار می‌گیرد. | [ ۱۱ ] |
|       | بریتیش کلمبیا رول | کانادا                        | حاوی ماهی آزاد کبابی یا باربیکیو و خیار است. یکی از انواع سوشی که در آن برنج لایه بیرونی است. | [ ۱۲ ] |
|       | بیوتیفول رول      | کانادا                        | داخل رول با صدف هوتاته، سس مایونز و ادویه پر شده‌است. | [ ۱۳ ] |
|       | تانپیکو رول       | مکزیک                         | بسیار تند است. با فلفل قرمز تهیه می‌شود. | [ ۱۴ ] |
|       | تمپورا رول        | پراکنده در سطح جهانی          | داخل رول تمپورا یا میگوی سرخ شده قرار می‌گیرد. | [ ۱۱ ] |
|       | داینامیت رول      | غرب کانادا                    | داخل رول با خردماهی، تمپورا (میگوی سرخ شده) خیار و آووکادو پر شده‌است. | [ ۱۱ ] |
|       | دراگون رول        | آمریکا                        | سطح خارجی رول آووکادوی نازک و داخل رول خیار و مارماهی، میگو قرار دارد. | [ ۱۱ ] |
|       | روشین کراب رول    | روسیه                         | در داخل این رول خرچنگ و پنیر خامه‌ای بکار رفته و سطح خارجی آن با کنجد و توبیکو پوشانده شده‌است. | [ ۱۱ ] |
|       | رینبو رول         | پراکنده در سطح جهانی          | بر روی سطح خارجی کالیفرنیا رول به‌جای توبیکو یا کنجد، سالمون، آووکادو، میگو قرار می‌گیرد. طرز چیدن سوشی بخاطر رنگارنگ بودن مواد خارجی به رنگین‌کمان شباهت دارد. | [ ۱۱ ] |
|       | سیاتل رول         | ایالات متحده                  | این نوع رول با کالیفرنیا رول شباهت بسیاری دارد. مواد داخل این رول را خیار، ماهی آزاد خام یا ماهی سالمون، خردماهی و توبیکو تشکیل می‌دهند. ممکن است از سالمون دودی و پنیر خامه‌ای نیز استفاده شود. شکل پیچیدن این رول پشت به رو یا به اصطلاح ژاپنی‌ها اوراماکی است یعنی برعکس شکل سنتی ماکی‌زوشی برنج لایهٔ بیرونی است و جلبک نوری در داخل قرار می‌گیرد. | [ ۱۵ ] |
|       | سوشی بوریتو       | آمریکا                        | د نوعی غذای تلفیقی ژاپنی-آمریکایی است. معمولاً با پیچاندن مواد سوشی مانند ماهی و سبزیجات در یک بسته‌بندی مانند بوریتو تهیه می‌شود. | [ ۱۶ ] |
|       | سوی رول           | فرانسه                        | برای پوشش رول از کاغذ برنج، کاغذ توفو، داخل رول پنیر، میوه، گوجه‌فرنگی خشک، شکلات قرار دارد. | [ ۱۷ ] |
|       | سوشی سینالوآ      | ایالات متحده                  | نوعی غذای تلفیقی مکزیکی-آمریکایی /ژاپنی است که در سواحل غربی و جنوب غربی ایالات متحده یافت می‌شود. | [ ۱۸ ] |
|       | فیلادلفیا رول     | ایالات متحده                  | در این نوع سالمون دودی به همراه پنیر خامه‌ای (بخصوص پنیر فیلادلفیا) بکار می‌رود. | [ ۱۹ ] |
|       | کاترپیلار رول     | پراکنده در سطح جهانی          | ویژگی آن اینست که سطح بیرونی با آووکادو پوشانده می‌شود. داخل رول مارماهی، پنیر خامه‌ای قرار دارد. | [ ۲۰ ] |
|       | کالیفرنیا رول     | پراکنده در سطح جهانی          | اولین رول به سبک غربی | [ ۲۱ ] |
|       | گولدن کالیفرنیا   | هلند                          | سطح بیرونی رول مانگو قرار دارد. داخل رول مارماهی و آووکادو | [ ۲۲ ] |
|       | مانکی رول         | برزیل                         | داخل رول را انواع میوه مانند موز، مانگو با سس شکلات تشکیل می‌دهند. | [ ۱۴ ] |
|       | هات رول           | پرتقال کشورهای اسپانیایی زبان | داخل این نوع رول از مارچوبه، مانگو، سالمون، پنیر خامه‌ای استفاده می‌شود. رول پس از پیچیده شدن در پودر نان قرار گرفته و سرخ می‌شود. | [ ۲۳ ] |

## محبوب‌ترین نوع سوشی در ژاپن
در جدول زیر محبوبیت انواع سوشی در ژاپن نشان داده شده‌است:

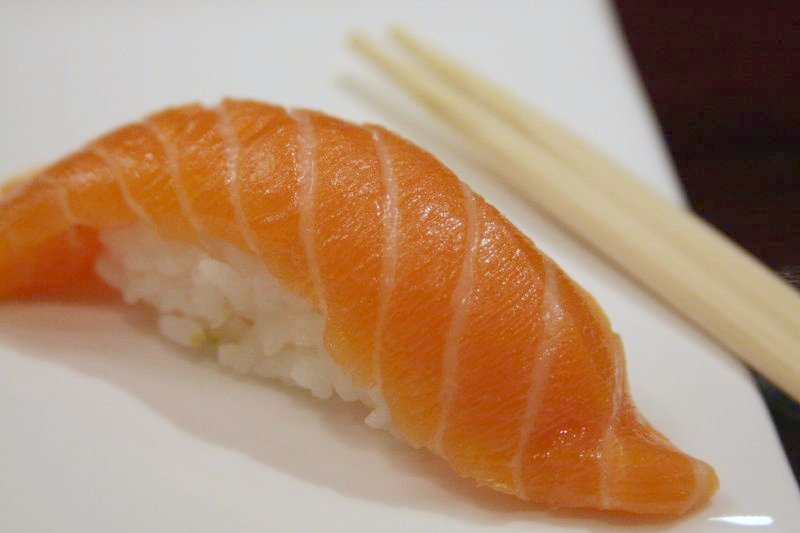
ماهی آزاد یا سالمون پرطرفدارترین نوع سوشی در سال ۲۰۲۲ میلادی در ژاپن

| رتبه/سال | ۱۹۹۰                 | ۱۹۹۶                      | ۲۰۰۸                            | ۲۰۱۰               | ۲۰۲۲   |
| ۱        | اونی (توتیای دریایی) | تورو (قسمت پرچرب ماهی تن) | تورو                            | سالمون (ماهی آزاد) | سالمون |
| ۲        | تورو                 | اونی                      | سالمون                          | ماگورو (ماهی تن)   | ماگورو |
| ۳        | میگو                 | میگو                      | نگی‌تورو (ماهی تن و نِگی تره‌پیاز) | ایکا (ماهی مرکب)   | اونی   |
| ۴        | ماگورو               | ماگورو                    | میگو                            | گونکان‌ماکی         | میگو   |
| ۵        | ایکا (ماهی مرکب)     | آناگو(مارماهی)            | هوتاته(گوش‌ماهی یسو)             | هاماچی(بوری)       | ایکورا |